# Tridactyle anthomaniaca
Tridactyle anthomaniaca är en orkidéart som först beskrevs av Heinrich Gustav Reichenbach, och fick sitt nu gällande namn av Victor Samuel Summerhayes. Tridactyle anthomaniaca ingår i släktet Tridactyle och familjen orkidéer.

## Underarter
Arten delas in i följande underarter:
- T. a. anthomaniaca
- T. a. nana